# Décès en 1071
Décès
- 1067
- 1068
- 1069
- 1070
- 1071
- 1072
- 1073
- 1074
- 1075

Cette page dresse une liste de personnalités mortes au cours de l'année 1071 :
- 26 janvier : Adelaide d'Eilenburg (en), noble allemande.
- Frozza Orseolo, reine consort d'Autriche.
- février : Nuno Mendes, comté de Portugal.
- 20 ou 21 février[1] : Guillaume Fitz Osbern, seigneur de Breteuil-sur-Iton et de Cormeilles et 1er comte d'Hereford.
- 22 février : Arnoul III de Flandre, dit Arnoul le Malheureux, comte de Flandre et de Hainaut.
- 14 avril : Ibn Zeydoun, ou Abu al-Waleed Ahmad Ibn Zeydoun al-Makhzumi , poète andalou.
- 17-18 avril[2] : Ibn Zeydoun, poète andalou (né en 1003).
- 8 mai : Durand de Bredon,  de Bredons ou d'Henry,
- 24 mai : Wulfhilde de Norvège, épouse du duc Ordulf de Saxe[3].
- 30 mai ou 5 juin : Aymon de Bourbon, archevêque de Bourges.
- 23 août : Guy de Velate, archevêque de Milan.
- 5 septembre : Al-Khatib al-Baghdadi, ou Abu Bakr Ahmad ibn `Ali ibn Thabit ibn Ahmad ibn Mahdi al-Shafi`i, enseignant et historien musulman.
- 17 novembre : Almodis de la Marche, ou Adalmode de la Marche, dame de Lusignan, comtesse de Toulouse, puis de Barcelone.

- Bleiddud (en), évêque de Saint David's.
- Manuel Comnène (frère d'Alexis Ier Comnène)
- Domenico Ier Contarini, 30e doge de Venise.
- Ibn Abd el-Barr, Yusuf ibn Abdallah ibn Mohammed ibn Abd al-Barr, Abu Umar al-Namari al-Andalusi al-Qurtubi al-Maliki, juge et enseignant malikiste à Lisbonne.
- Isabelle d'Urgell, reine consort d'Aragon, comtesse consort de Berga et de Cerdagne.
- Lambert II Suła (en), évêque de Cracovie.
- Suarius II (en), évêque de Galice.

date incertaine  (vers 1071)
- Edwin de Mercie, comte de Mercie.
- Éléonore de Normandie, comtesse consort de Flandre.
- Guillaume Malet, seigneur de Graville, baron anglo-normand, compagnon de Guillaume le Conquérant.

## Crédit d'auteurs
- Cet article est partiellement ou en totalité issu de l'article intitulé « 1071 » (voir la liste des auteurs).